# Nataša Kramberger

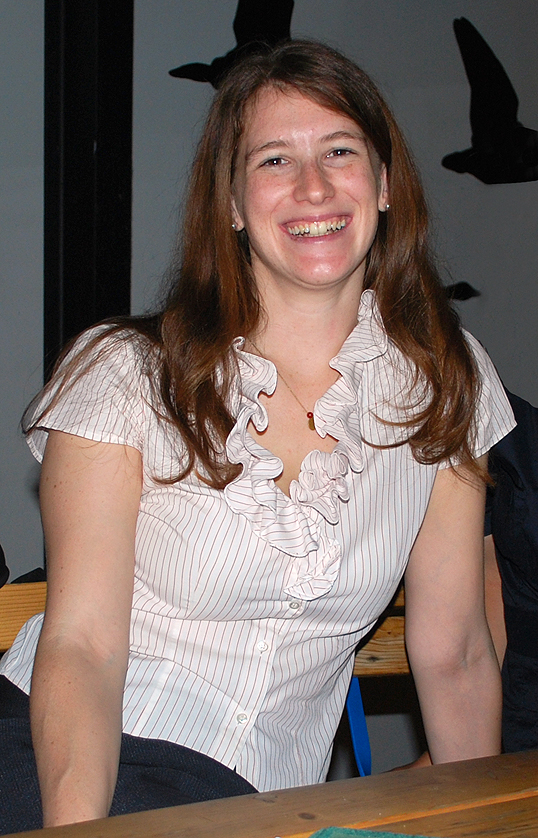
Nataša Kramberger (2012)

Nataša Kramberger (* 14. April 1983 in Maribor, SFR Jugoslawien) ist eine slowenische Schriftstellerin, Publizistin, Kulturvermittlerin und Landwirtin.

## Leben und Wirken
Kramberger besuchte das Gymnasium in Maribor und legte dort 2002 ihr Abitur ab. Anschließend begann sie ein Studium der Kommunikationswissenschaften an der Universität Ljubljana, das sie 2016 mit einer Arbeit zu Nachhaltigkeitsmarketing abschloss. Nach zwei Auslandsjahren in Utrecht zog sie 2004 nach Berlin, wo sie bis heute ihren Wohnsitz hat. Kramberger lebt heute abwechselnd dort, in Jurovski dol bei Maribor und in Mailand.
Bereits zu Schulzeiten wagte Kramberger erste literarische und journalistische Gehversuche. 2006 wurde sie Preisträgerin des Literaturfestivals Urška; der Preis bestand in der Veröffentlichung ihres ersten Romans Nebesa v robidah. Roman v zgodbah (Der Himmel in einem Brombeerbusch. Roman in Geschichten). Das Buch schaffte es 2008 in die Finalrunde des Kresnik-Preises für den besten slowenischen Roman, 2010 bescherte es ihr den Literaturpreis der Europäischen Union. Der Roman wurde bereits in zahlreiche Sprachen übersetzt.
Kramberger schreibt neben Prosa auch Lyrik und Essayistik und verflechtet diese Genres in ihren Werken. Sie veröffentlicht Kolumnen und andere Texte in verschiedensten slowenischen Medien. 2014 erschien Brez zidu. Časopisna pripoved o Berlinu in drugih krajih 2004–2014 (Mauerlos. Eine Zeitungserzählung über Berlin und andere Orte 2004–2014), eine Sammlung ihrer Essays, die zu einem großen Teil auch Berlin behandeln.
Neben ihrer Tätigkeit als Autorin ist Kramberger auch als Kulturvermittlerin aktiv. So gründete sie 2014 in Berlin den Verein Periskop, eine Vernetzungsplattform zwischen deutscher und slowenischer Kultur. Ebenso gründete sie bereits 2009 in ihrem Heimatort Jurovski dol das Kollektiv Zelena centrala, das mit verschiedenen Aktivitäten und Bildungsangeboten das Bewusstsein für Umwelt, Vergangenheit, Kreativität und Kunst fördern soll. Kramberger bewirtschaftet ebenfalls einen Bauernhof mit Obst- und Weinbau, den ihre Mutter erworben hatte. Ihre Erfahrungen bei Übernahme und Erneuerung des Bauernhofs beschreibt sie in ihrem 2018 veröffentlichten dritten Roman Primerljivi hektarji (dt. Übersetzung Verfluchte Misteln, 2021). Auch dieser Roman spielt teilweise in Berlin.

## Publikationen
- 2023: Mauerpfeffer. Aus dem Slowenischen von Liza Linde. Berlin: Verbrecher Verlag.
- 2017: Primerljivi hektarji: pripoved v setvenem koledarju. Ljubljana: LUD Literatura.
  - dt. Übersetzung: Verfluchte Misteln. Roman. Aus dem Slowenischen von Liza Linde. Berlin: Verbrecher Verlag, ISBN 978-3-95732-493-1, 2021.
- 2016: Tujčice. Čedad: Novi Matajur.
- 2014: Brez zidu. Časopisna pripoved o Berlinu in drugih krajih 2004–2014. Ljubljana: Cankarjeva založba
- 2013: Kaki vojaki. Maribor: Litera.
- 2007: Nebesa v robidah: roman v zgodbah. Ljubljana: Javni sklad Republike Slovenije za kulturne dejavnosti – revija Mentor.